# Jakiańce
Jakiańce (lit. Jakėnai) − wieś na Litwie, zamieszkana przez 30 ludzi, w rejonie orańskim.
Według inwentarza z 1775 r. Jakańce należały do starostwa ejszyskiego w województwie wileńskim Rzeczypospolitej Obojga Narodów.
W okresie zaboru rosyjskiego znajdowały się w gminie Olkieniki, w powiecie trockim, w guberni wileńskiej.
W II RP Jakiańce znajdowały się w gminie Olkieniki, w powiecie wileńsko-trockim województwa wileńskiego.